# Wyatt Oleff
Wyatt Jess Oleff (Chicago, Illinois; 13 de julio de 2003) es un actor estadounidense de cine y televisión, conocido por interpretar a Stanley Uris en la adaptación cinematográfica de la novela It y It capitulo 2 de Stephen King en 2017, y por su papel como el joven Peter Quill  en la película Guardianes de la Galaxia de 2014 y Guardianes de la Galaxia vol. 2 de 2017. Su debut en televisión se dio en la serie Animal Practice en 2012.

## Filmografía

### Cine
- 2025 - Karate Kid: Legends como Alan
- 2022 - Stay Awake como Ethan
- 2019 - It Chapter Two como Stanley Uris
- 2017 - It como Stanley Uris
- 2017 - Guardianes de la Galaxia vol. 2 como Peter Quill joven
- 2015 - Crafty: Or (The Unexpected Virtue of the Girl in Charge of Snacks) (cortometraje) como Rocco
- 2014 - Guardianes de la galaxia como Peter Quill joven
- 2014 - Someone Marry Barry como J.T.

### Televisión
- 2023 - City on Fire (Serie de Apple TV+)
- 2020 - Esta mierda me supera (Serie de Netflix)
- 2017 - Movie Trivia Schmoedown (Película para TV)
- 2015 - The History of Us (Película para TV)
- 2014 - Scorpion
- 2013 - Érase una vez
- 2013 - Suburgatory
- 2013 - Middle Age Rage (Película para TV)
- 2013 - Shake It Up  (1 episodio)
- 2012 - Animal Practice

## Premios
| Año  | Premio                | Categoría                                           | Trabajo nominado | Resultado | Ref.             |
| ---- | --------------------- | --------------------------------------------------- | ---------------- | --------- | ---------------- |
| 2018 | MTV Movie & TV Awards | Mejor equipo en pantalla (compartido con el elenco) | It               | Ganador   | [cita requerida] |